# Poljana (Vrbovec)
 Poljana  falu Horvátországban Zágráb megyében. Közigazgatásilag Vrbovechez tartozik.

## Fekvése
Zágrábtól 37 km-re keletre, községközpontjától 5 km-re délkeletre, a Vrbovecet elkerülő  A12-es autópálya délnyugati kijárata közelében fekszik. 

## Története
1460-ban a rakolnok-verebóci uradalom felső részén fekvő nemesi birtokként említik először. 1496-ban itt volt az uradalmi bíró székhelye. 1500 körül a bírónak négy portája volt a faluban. Ugyanebben az időben Bartolnak egy portával adózó birtoka volt a faluban. 1708-tól lakói kiváltságokat élveztek, melynek fejében katonai szolgálattal tartoztak az uradalmi bandériumnak. 
A falunak 1857-ben 669, 1910-ben 915 lakosa volt. Trianonig Belovár-Kőrös vármegye Kőrösi járásához tartozott. 2001-ben 441 lakosa volt. 

## Lakosság
| Lakosság változása | Lakosság változása | Lakosság változása | Lakosság változása | Lakosság változása | Lakosság változása | Lakosság változása | Lakosság változása | Lakosság változása | Lakosság változása | Lakosság változása | Lakosság változása | Lakosság változása | Lakosság változása | Lakosság változása |
| ------------------ | ------------------ | ------------------ | ------------------ | ------------------ | ------------------ | ------------------ | ------------------ | ------------------ | ------------------ | ------------------ | ------------------ | ------------------ | ------------------ | ------------------ |
| 1857               | 1869               | 1880               | 1890               | 1900               | 1910               | 1921               | 1931               | 1948               | 1953               | 1961               | 1971               | 1981               | 1991               | 2001               |
| 669                | 617                | 628                | 784                | 903                | 915                | 904                | 945                | 872                | 838                | 743                | 599                | 485                | 447                | 441                |

## Nevezetességei
- Szent Valentin tiszteletére szentelt kápolnája a falu központjában áll.
- Régészeti lelőhely - középkori település maradványai.
- Régészeti lelőhely - Vrbiki II. (középkor).

## Külső hivatkozások
Vrbovec város hivatalos oldala